# Оснастка талевої системи

Розгорнута схема і послідовність оснащення талевого механізму: а — при ручній розстановці свічок (кронблок співісний): НС — I – 5 — VI—I — II — 4 – V — 2 – Ш — 3 – IV — ХС; б — при роботі з комплексом АСП (кронблок неспівісний): НС — I – 5 — V—I — II — 4 – IV — 2 – III — 3 – VI — ХС; НС — нерухома струна; ХС — ходова струна

Оснастка талевої системи (рос. оснастка талевой системы; англ. wire-line system; нім. Ausrüstung f (des Flaschenzugsystems) — система снастей (талевих канатів) у талевій системі для зменшення навантаження на талевий канат. Із збільшенням роботи струн оснастки (кількості ниток талевого каната) зменшується тягове зусилля на набігаючому кінці талевого каната.

## Загальний опис
Правильний вибір кратності і схеми оснащення талевого механізму має важливе значення. Від кратності оснащення залежать діаметр і довжина каната, що використовується, кінематика і завантаженість усієї підйомної частини бурового комплексу, що включає талевий механізм, бурову лебідку і її привід. Із збільшенням кратності оснащення зменшуються зусилля в струнах каната і пропорційно зростає довжина каната, необхідна для підйому талевого блоку на задану висоту. При зниженні зусиль у струнах каната можна зменшити його діаметр і відповідно діаметри барабана лебідки і шківів талевого блоку і кронблока.
Необхідне передавальне число трансмісії бурової лебідки зменшується із збільшенням кратності оснащення талевої системи. Завдяки меншому редукуванню спрощується конструкція і знижується металоємність трансмісії. Важливо також відзначити, що із збільшенням кратності оснащення зменшуються згинаючі і крутні моменти, які діють на деталі підйомного механізму, розташовані між лебідкою і двигунами, і зростають запас зчеплення фрикційних муфт і запас гальмування стрічкового гальма лебідки, що сприятливо впливає на термін їх служби. Тому при виборі кратності оснащення слід не тільки виходити з міцності талевого канату, а й враховувати конструктивні і експлуатаційні якості всього підйомного механізму бурової установки.
Послідовність обгинання канатом шківів кронблока і талевого блоку визначається схемою оснащення талевого механізму. Розрізняють паралельну і хрестову схеми оснащення. При паралельному оснащенні осі кронблока і талевого блока розташовуються в просторі паралельно, а при хрестовій перехрещуються під кутом 90°. Переважно застосовують хрестову схему оснащення, при якій ходова струна каната розташовується на середньому шківі кронблока і тому забезпечується більш рівномірна і щільна навивка каната на барабан лебідки.
При паралельному оснащенні ходова струна розміщується на одному з крайніх шківів кронблока, що погіршує намотування каната через порівняно велику різницю кутів відхилення каната від площини обертання ходового шківа у крайніх положеннях каната на барабані лебідки. Досвід показує, що при хрестовій оснастці значно зменшуються розгойдування ненавантаженого талевого блоку при спуско-підйомних операціях, а також момент від сил пружності каната, що викликає закручування талевого блоку.